# 20 février aux Jeux olympiques d'hiver de 2018
Pour un article plus général, voir Jeux olympiques d'hiver de 2018.
Le mardi 20 février aux Jeux olympiques d'hiver de 2018 est le treizième jour de compétition et le onzième jour avec des médailles décernées.  

## Programme
| Heure UTC+9 (Pyeongchang)                     |               |
| bleu                                          | Cérémonie     |
| neutre                                        | Épreuve       |
| or                                            | Finale        |
| orange                                        | Petite finale |
| rose                                          | Reporté       |
| gris                                          | Annulé        |
| Compétition masculine                         | Hommes        |
| Compétition féminine                          | Femmes        |
| Compétition mixte (hommes et femmes mélangés) | Mixte         |
| Compétition en couple (1 homme et 1 femme)    | Couple        |
| modifier                                      |               |

| Horaire | Discipline Spécialité | Discipline Spécialité                                   | Discipline Spécialité                         | Phase                    | Résultats                                                                                                | Références |
| ------- | --------------------- | ------------------------------------------------------- | --------------------------------------------- | ------------------------ | --- | ---------- |
| 09 h 05 |                       | Curling Tournoi masculin                                | Compétition hommes                            | Premier tour 10e session | 10-3 | -          |
| 09 h 05 |                       | Curling Tournoi masculin                                | Compétition hommes                            | Premier tour 10e session | 4-8 | -          |
| 09 h 05 |                       | Curling Tournoi masculin                                | Compétition hommes                            | Premier tour 10e session | 8-7 | -          |
| 09 h 05 |                       | Curling Tournoi masculin                                | Compétition hommes                            | Premier tour 10e session | 3-7 | -          |
| 10 h 00 |                       | Patinage artistique Danse sur glace                     | Compétition en couple (1 homme et 1 femme)    | Finale                   | Tessa Virtue et Scott Moir · Gabriella Papadakis et Guillaume Cizeron · Maia Shibutani et Alex Shibutani | -          |
| 10 h 30 |                       | Ski acrobatique Half-pipe                               | Compétition femmes                            | Finale                   | Cassie Sharpe · Marie Martinod · Brita Sigourney                                                         | -          |
| 12 h 10 |                       | Hockey sur glace Tournoi masculin                       | Compétition hommes                            | Playoff                  | 5-1 | -          |
| 12 h 10 |                       | Hockey sur glace Tournoi féminin                        | Compétition femmes                            | Match de classement      | 6-1 | -          |
| 13 h 00 |                       | Ski acrobatique Half-pipe                               | Compétition hommes                            | Qualifications           | - | -          |
| 14 h 05 |                       | Curling Tournoi féminin                                 | Compétition femmes                            | Premier tour 10e session | 5-7 | -          |
| 14 h 05 |                       | Curling Tournoi féminin                                 | Compétition femmes                            | Premier tour 10e session | 6-9 | -          |
| 14 h 05 |                       | Curling Tournoi féminin                                 | Compétition femmes                            | Premier tour 10e session | 8-6 | -          |
| 16 h 40 |                       | Hockey sur glace Tournoi masculin                       | Compétition hommes                            | Playoff                  | 1-2 | -          |
| 16 h 40 |                       | Hockey sur glace Tournoi féminin                        | Compétition femmes                            | Match de classement      | 1-0 | -          |
| 19 h 00 |                       | Combiné nordique Grand tremplin                         | Compétition hommes                            | Manche de compétition    | - | -          |
| 19 h 00 |                       | Patinage de vitesse sur piste courte 500 m              | Compétition hommes                            | Qualifications           | - | -          |
| 19 h 00 |                       | Patinage de vitesse sur piste courte 1 000 m            | Compétition hommes                            | Qualifications           | - | -          |
| 19 h 00 |                       | Patinage de vitesse sur piste courte Relais sur 3 000 m | Compétition hommes                            | Finale                   | Corée du Sud · Italie · Pays-Bas                                                                         | -          |
| 20 h 05 |                       | Curling Tournoi masculin                                | Compétition hommes                            | Premier tour 11e session | 4-8 | -          |
| 20 h 05 |                       | Curling Tournoi masculin                                | Compétition hommes                            | Premier tour 11e session | 4-6 | -          |
| 20 h 05 |                       | Curling Tournoi masculin                                | Compétition hommes                            | Premier tour 11e session | 6-4 | -          |
| 20 h 15 |                       | Biathlon Relais mixte                                   | Compétition mixte (hommes et femmes ensemble) | Finale                   | France · Norvège · Italie                                                                                | -          |
| 20 h 50 |                       | Bobsleigh Bob à deux                                    | -                                             | Manches 1 et 2           | - | -          |
| 21 h 10 |                       | Hockey sur glace Tournoi masculin                       | Compétition hommes                            | Playoff                  | 5-2 | -          |
| 21 h 10 |                       | Hockey sur glace Tournoi masculin                       | Compétition hommes                            | Playoff                  | 1-2 | -          |
| 21 h 45 |                       | Combiné nordique Grand tremplin                         | Compétition hommes                            | Finale                   | Johannes Rydzek · Fabian Riessle · Eric Frenzel                                                          | -          |

## Tableau des médailles provisoire
- Pays organisateur (Corée du Sud)

| Rang  | Nation       | Or                                                              | Argent                                                                  | Bronze                                                                    | Total |
| ----- | ------------ | --------------------------------------------------------------- | ----------------------------------------------------------------------- | ------------------------------------------------------------------------- | ----- |
| 1     | Canada       | Médaille d'or, Jeux olympiques · Médaille d'or, Jeux olympiques |                                                                         |                                                                           | 2     |
| 2     | France       | Médaille d'or, Jeux olympiques                                  | Médaille d'argent, Jeux olympiques · Médaille d'argent, Jeux olympiques |                                                                           | 3     |
| 3     | Allemagne    | Médaille d'or, Jeux olympiques                                  | Médaille d'argent, Jeux olympiques                                      | Médaille de bronze, Jeux olympiques                                       | 3     |
| 4     | Corée du Sud | Médaille d'or, Jeux olympiques                                  |                                                                         |                                                                           | 1     |
| 5     | Italie       |                                                                 | Médaille d'argent, Jeux olympiques                                      | Médaille de bronze, Jeux olympiques                                       | 2     |
| 6     | Norvège      |                                                                 | Médaille d'argent, Jeux olympiques                                      |                                                                           | 1     |
| 7     | États-Unis   |                                                                 |                                                                         | Médaille de bronze, Jeux olympiques · Médaille de bronze, Jeux olympiques | 2     |
| 8     | Pays-Bas     |                                                                 |                                                                         | Médaille de bronze, Jeux olympiques                                       | 1     |
| Total | Total        | 5                                                               | 5                                                                       | 5                                                                         | 15    |

| Rang  | Nation                        | Or | Argent | Bronze | Total |
| ----- | ----------------------------- | -- | ------ | ------ | ----- |
| 1     | Norvège                       | 11 | 10     | 9      | 30    |
| 2     | Allemagne                     | 11 | 7      | 5      | 23    |
| 3     | Canada                        | 8  | 5      | 6      | 19    |
| 4     | Pays-Bas                      | 6  | 5      | 3      | 14    |
| 5     | France                        | 5  | 4      | 4      | 13    |
| 6     | États-Unis                    | 5  | 3      | 4      | 12    |
| 7     | Suède                         | 4  | 3      | 0      | 7     |
| 8     | Autriche                      | 4  | 2      | 4      | 10    |
| 9     | Corée du Sud                  | 4  | 2      | 2      | 8     |
| 10    | Japon                         | 2  | 5      | 3      | 10    |
| 11    | Suisse                        | 2  | 4      | 1      | 7     |
| 12    | Italie                        | 2  | 2      | 4      | 8     |
| 13    | République tchèque            | 1  | 2      | 4      | 7     |
| 14    | Slovaquie                     | 1  | 2      | 0      | 3     |
| 15    | Biélorussie                   | 1  | 1      | 0      | 2     |
| 16    | Grande-Bretagne               | 1  | 0      | 3      | 4     |
| 17    | Pologne                       | 1  | 0      | 1      | 2     |
| 18    | Ukraine                       | 1  | 0      | 0      | 1     |
| 19    | Chine                         | 0  | 5      | 2      | 7     |
| 20    | Athlètes olympiques de Russie | 0  | 3      | 7      | 10    |
| 21    | Australie                     | 0  | 2      | 1      | 3     |
| 22    | Slovénie                      | 0  | 1      | 0      | 1     |
| 23    | Finlande                      | 0  | 0      | 3      | 3     |
| 24    | Espagne                       | 0  | 0      | 2      | 2     |
| 25    | Kazakhstan                    | 0  | 0      | 1      | 1     |
| 25    | Lettonie                      | 0  | 0      | 1      | 1     |
| 25    | Liechtenstein                 | 0  | 0      | 1      | 1     |
| Total | Total                         | 70 | 68     | 70     | 208   |